# داماد إبراهيم باشا النوشهري
الداماد إبراهيم باشا النوشهري (بالتركية الحديثة: Nevşehirli Damat İbrahim Paşa) ـ (1666م ـ 16 أكتوبر 1730م) كان الصدر الأعظم للدولة العثمانية في الفترة ما بين 9 مايو 1718م حتى 16 أكتوبر 1730م، أثناء ما عُرف بعصر الخزامى، في عهد السلطان أحمد الثالث.

## لقبه
يُعرف بالنوشهري نسبة إلى مدينة نوشهر وتمييزًا له عن صدر أعظم آخر يتشابه معه في الاسم هو الداماد إبراهيم باشا، المتوفى سنة 1601م.

## منصبه
شغل منصباً سياسياً عثمانياً، حيث كان صدرًا أعظم في عهد السلطان أحمد الثالث، أثناء ما عُرف بعصر الخزامى. يُعرف بالنوشهري نسبة إلى مدينة نوشهر وتمييزًا له عن صدر أعظم آخر يتشابه معه في الاسم هو الداماد إبراهيم باشا، المتوفى سنة 1601م.

## زواجه
حمل إبراهيم باشا النوشهري لقب «الداماد» (الصهر) عقب زواجه سنة 1717م من الأميرة فاطمة ابنة السلطان أحمد الثالث، التي كانت أرملة عذراء في الرابعة عشر من عمرها، بينما كان إبراهيم باشا في الخمسين، وقد أنجبت فاطمة منه ولدين.

## وفاته
تُوفي في 16 أكتوبر 1730م، بمدينة إسطنبول.